# Durgapura, Bilgi
Durgapura là một làng thuộc tehsil Bilgi, huyện Bagalkot, bang Karnataka, Ấn Độ.